# Jean François Remesy
Jean François Remesy (Nîmes, 5 juni 1964) is een Franse golfprofessional.

## Amateur
Van 1983 tot 1986 zat Remesy in het Nationale team.

#### Gewonnen
- 1985: Frans amateurkampioenschap

#### Teams
- Eisenhower Trophy: 1986

## Professional
Remesy heeft meerdere keren op het International Broekpolder Golf Tournament (Teaching Pro's Championship) op Golfclub Broekpolder gespeeld. Hij was leraar van meerdere Franse professionals.
In 1994 won Remesy het Challenge Open op Het Rijk van Nijmegen, waar tegelijkertijd het Ladies Open werd gespeeld, dat door Liz Weima werd gewonnen.
Remesy heeft twaalf keer de Qualifying School bezocht om te proberen een tourkaart te bemachtigen. Hij speelde die jaren dus in Frankrijk en Azië en op de Challenge Tour. Na een bezoek aan een sportpsycholoog haalde hij eind 2007 eindelijk zijn tourkaart.
In 1999 won Jeff Remesy het Portugees Open. Het was zijn eerste overwinning op de Europese Tour.

In 2004 won hij zijn 203-de wedstrijd op de Tour en behaalde zijn tweede overwinning: het Franse Open. Hij had 7 slagen voorsprong op Richard Green, en was de eerste Fransman die de trofee won sinds Jean Garaialde in 1969. Garaialde was aanwezig om hem de bokaal te overhandigen.

In 2005 won Remesy het Franse Open opnieuw, nu na een play-off tegen zijn landgenoot Jean van de Velde.

In 2007 verloor hij de play-off van Richard Green op het Open op de Fontana Golf Club bij Wenen.
Remesy geeft les op Le Provençal Golf (voorheen St. Philippe Golf & Country Club) in Biot. Hij speelt vooral in Frankrijk en won in 2010 drie Pro-Ams.

#### Gewonnen
Nationaal
- 1991: Challenge AGF
- 1994: Vittel Open
- 1999: Frans PGA Kampioenschap

Alps Tour
- 2006: Masters 13
- 2008: Open International Stade Francais Paris

Challenge Tour
- 1994: Challenge Open op Het Rijk van Nijmegen

Europese Tour
- 1999: Estoril Open op Penha Longa Golf Club in Estoril
- 2004: Franse Open op Le Golf National
- 2005: Franse Open op Le Golf National

#### Teams
- Alfred Dunhill Cup: 1999, 2000
- World Cup: 1999
- Seve Trophy: 2005